# Tin shui wai dik ye yu mo
Tin shui wai dik ye yu mo (天水圍的夜與霧), comercialitzada. internacionalment com Night and Fog és una pel·lícula de Hong Kong de 2009 dirigida per Ann Hui. Basada en un cas real d'assassinat i suïcidi a Tin Shui Wai el 2004, la pel·lícula intenta conscienciar sobre alguns problemes relacionats amb els nous immigrants a Hong Kong. La pel·lícula és protagonitzada per Simon Yam com a Lee Sum, el marit abusador, i Zhang Jingchu com a Wong Hiu-ling, la seva dona. És el segon i últim volum de la sèrie Tin Shui Wai d'Ann Hui, el primer és Tin shui wai dik yat yu ye.
La pel·lícula es va estrenar al Festival Internacional de Cinema de Hong Kong de 2009 el 22 de març (juntament amb Xin Su shi jian) i el 31 de març. Es va estrenar a Hong Kong des del 14 de maig de 2009.

## Repartiment
- Simon Yam: Sen Li
- Zhang Jingchu: Wang Xiaoling
- Amy Chum: Mrs. Ou Tai
- Wai Keung Law: Lily

## Premis i nominacions
29ns Hong Kong Film Awards
- Nominada: Millor director (Ann Hui)
- Nominat: Millor actor (Simon Yam)
- Nominada: Millor actriu (Zhang Jingchu)

Granada Film Festival Cines del Sur (2010)
- Guanyador (Menció especial del jurat): Millor actor (Simon Yam)
- Nominat: Alhambra d'Or (Ann Hui)

Hong Kong Film Critics Society Awards (2010)
- Nominada (HKFCS Award): Millor actor (Simon Yam)
- Nominada (HKFCS Award): Millor actriu (Zhang Jingchu)

Festival Internacional de Cinema de Tòquio (2009)
- Nominada: Millor Premi de Cinema Asiàtic-Mig Est (Ann Hui)

Vesoul Asian Film Festival (2010)
- Nominada: Roda d'Or (Ann Hui)

To Ten Chinese Films Festival (2010)
- Guanyador (Youth Film Handbook Award): Top Ten Films (Ann Hui)